# Larry Flynt

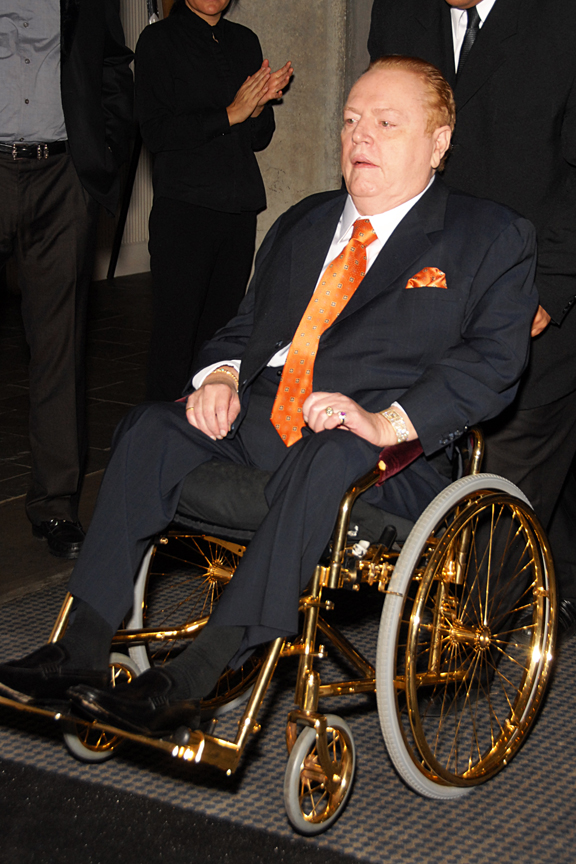
Scaunul cu rotile placat cu aur al lui Larry Flynt – 14 noiembrie 2009

Lawrence Claxton „Larry” Flynt, Jr. (n. 1 noiembrie 1942, Salyersville, Kentucky, SUA – d. 10 februarie 2021, Los Angeles, California, SUA) a fost un editor, publicist și șeful editurii "Larry Flynt Publications" (LFP), care publică peste 20 de reviste, printre care revista pentru bărbați Hustler. Venitul lui anual era estimat la 150 milioane de dolari.

## Date biografice
Larry Flynt a copilărit în locul lui natal Salyersville, Kentucky. Familia lui a fost săracă, mama lui divorțează, când el avea vârsta de 10 ani, de tatăl lui, care era un alcoolist. În anul 1958 la vârsta de 15 ani se înrolează în armata americană, iar în 1964 părăsește serviciul militar și deschide un club de strip-tease în Dayton, Ohio. Ulterior el deține mai multe cluburi ca și editura revistei Hustler.
Larry Flynt a fost de cinci ori căsătorit, cea mai lungă perioadă de căsătorie a fost cu Althea Flynt din 1976 până la moartea ei în 1987, când a murit probabil din cauza unei doze mari de heroină.
Flynt ajunge de mai multe ori implicat în procese. În urma unui atentat al unui rasist în anul 1978, rămâne paralizat de la bazin în jos. Fiica lui Tonya Flynt-Vega care a declarat, tatăl ei a abuzat sexual de ea, a devenit o adversară a filmelor pornografice, este dezmoștenită de Flynt. Viața lui a fost transpusă în anul 1996 pe ecran, cu filmul The People vs. Larry Flynt (Realitatea despre Larry Flynt), rolul principal fiind jucat de Woody Harrelson.